# Hakluyt & Company
Hakluyt & Company is een Britse consultancyfirma.  De onderneming is gevestigd in Londen met nevenvestigingen in New York, Tokyo, Singapore, Sydney en Mumbai.

## Geschiedenis
Hakluyt & Company werd in april 1995 opgericht door Christopher James en Mike Reynolds, die beiden voor de Britse Geheime Inlichtingendienst (MI6) gewerkt hadden.  De naam van de onderneming verwijst naar de zestiende-eeuwse schrijver Richard Hakluyt.
In 2001 onthulde de Sunday Times dat Hakluyt de Duitse documentaire maker Manfred Schlickenrieder had betaald om voor haar cliënten (BP en Shell) onderzoek te doen naar Greenpeace.  Hij moest informatie verzamelen over de bewegingen van het Greenpeace schip in de Atlantische Ocean.  Schlickenrieder werkte eerder voor de Duitse inlichtingendienst, waarvoor hij informatie verzamelde over terroristische groepen zoals de Rote Armee Fraktion.  Na het bekend worden van het nieuws, wilden Britse parlementariërs van de toenmalige minister van buitenlandse zaken, Jack Straw, weten of MI6 Hakluyt gebruikte om milieugroepen te bespioneren.  In 2008 berichtte een Australische journaliste, Melissa Sweet, dat Hakluyt haar had benaderd om voor de onderneming te werken.  Volgens haar liet Hakluyt weten, dat meer journalisten tot haar netwerk behoren.

## Corporate Governance
Hakluyt's Internationale Adviesraad kent een aantal zeer ervaren bestuurders met een achtergrond in het zakenleven of de overheid.  De Adviesraad wordt voorgezeten door Niall FitzGerald, KBE, de voormalige CEO en Bestuursvoorzitter van Unilever.  De overige leden zijn:
- Professor Sir Roy Anderson — Professor Infectieziekten en Epidemiologie en voormalig Rector, Imperial College London
- M. S. Banga — Partner bij Clayton, Dubilier & Rice en voormalig Voorzitter en Managing Director van Hindustan Unilever
- Dr Jurgen Grossmann — Oprichter en aandeelhouder, Georgsmarienhutte Holding GmbH
- Irene Lee — Voorzitter, Hysan Development Co. Limited
- Sir Iain Lobban — Voormalig Directeur, VK Government Communications Headquarters (GCHQ)
- Minoru (Ben) Makihara, KBE — Voormalig President en Bestuursvoorzitter, Mitsubishi Corporation
- Trevor Manuel — Voormalig Minister van Financiën, Zuid-Afrika
- Lubna Olayan — CEO en Vice-voorzitter, Olayan Financing Company
- Sandi Peterson — Voormalig Group Worldwide Chairman, Johnson & Johnson
- Alfonso Prat-Gay — Voormalig Minister van Economische Zaken en President van de Centrale Bank van Argentinië
- Sir John Rose — Voormalig Voorzitter, Hakluyt & Company
- Shuzo Sumi — Voormalig Voorzitter, Tokio Marine Holdings en Voorzitter, Sony Corporation
- Ambassador Louis Susman — Voormalig Ambassadeur van de Verenigde Staten in het VK
- Ratan Tata, GBE — Chairman Emeritus, Tata Sons